# معتزة عبد الصبور
معتزة عبد الصبور (18 يونيو 1974 -)، ممثلة مصرية. وهي ابنة الشاعر صلاح عبد الصبور.

## من أعمالها
- جالا جالا.
- أسرار البنات.
- كرسي في الكلوب.
- ظرف طارق.
- عايزة أتجوز. ضيفة شرف
- وش إجرام . ضيفة شرف
- سنة أولى نصب

## روابط خارجية
- معتزة عبد الصبور على موقع الدهليز
- معتزة عبد الصبور على موقع قاعدة بيانات الأفلام العربية